# Mikael Wigell
Mikael Wigell, född 1977 i Esbo, är en finländsk forskare inom internationell politik och ekonomi samt forskningsdirektör vid Utrikespolitiska institutet i Finland (UPI).

## Karriär och forskning
Wigell har sedan 2021 varit forskningsdirektör vid UPI. Innan dess var han programchef för UPI:s forskningsprogram Global säkerhet och efterträdde där nuvarande direktören Mika Aaltola. Wigell är även docent i internationell politisk ekonomi vid Tammerfors universitet och tillhör World Economic Forums expertnätverk.
Wigell disputerade i internationell utvecklingsvetenskap vid London School of Economics år 2011. Han har också studerat vid Johns Hopkins University (School of Advanced Studies) och Åbo Akademi. Han har varit gästforskare vid Oxfords universitets centrum för Changing Character of War samt vid Torcuato di Tella-universitetet i Buenos Aires, Argentina. Wigell har varit ordförande för Kansainvälisten suhteiden tutkimuksen seura (KATSE) och medlem av Finlands utvecklingspolitiska kommitté.
I sin forskning har Wigell fokuserat på internationella ekonomiska relationer, hybridhot, politiska system, stormaktsstrategier och internationella säkerhetsfrågor. Han räknas som en internationell pionjär inom geoekonomisk forskning. Wigell har även haft stor påverkan på begreppsbildningen kring hybridhot, bland annat genom sina begrepp ’hybrid interference’ och ’democratic deterrence’. Hans typologi över politiska system används brett inom demokratiforskningen.

## Privatliv
Wigell växte upp i Gäddvik, Esbo. Han har senare bott i Åbo, Bryssel, Bologna, Helsingfors, London, Buenos Aires, Santiago och Oxford. Han har spelat handboll på nationell toppnivå i Finland och deltagit i flera seglingstävlingar, däribland Atlantenkryssningen ARC år 2000.
Wigells far Clas-Håkan Wigell var länge vd för Mercuri International.